# Graeconiscus xerovunensis
Graeconiscus xerovunensis is een pissebed uit de familie Trichoniscidae. De wetenschappelijke naam van de soort is voor het eerst geldig gepubliceerd in 1955 door Strouhal.